# 당 중종
당 중종 이현(唐中宗 李顯, 656년 11월 26일(음력 11월 5일) ~ 710년 7월 3일(음력 6월 2일))은 당의 제4대 황제이다. 당 고종 이치의 7남으로 모친은 측천황후 무씨이다.

## 생애
이현은 처음엔 주왕에 봉해졌는데, 동복 형들인 이홍과 이현(李賢)이 태자에 올랐으나, 어머니인 무씨의 미움을 받아 모두 폐위당하고, 그 다음인 이현이 황태자에 책봉되었다.
683년 12월 27일, 아버지가 붕어하자, 7일 뒤인 684년 1월 3일에 황제에 올랐으나, 그는 허수아비 황제였다. 태후 무씨가 계속 정권을 차지하고 있었기 때문이다.
이현은 1개월 뒤인, 684년 2월 26일에 결국 폐위당한다. 그리하여 그는, 여릉왕(廬陵王)으로 지위가 격하되어, 연금당했다.
690년엔 어머니 무씨가 국호를 당에서 주라 바꾸고 황제에 올랐다. 그리고 15년 뒤인, 705년에 어머니가 신하들에 의해 반강제적으로 국호를 주에서 당으로 바꾸고 태후로 물러났다. 그리하여, 705년 2월 23일에 다시 황제에 올랐다. 그러나 이번엔 자신의 부인인 황후 위씨가 정권을 장악하려 했고, 쿠데타를 일으켰다. 710년 7월 3일에 결국 위씨와 자신의 7녀인 안락공주에게 독살당했다.

## 존호, 시호, 능호, 묘호
복위 후 받은 생전 존호는 응천신룡황제(應天神龍皇帝)이다.
초기 시호는 효화황제(孝和皇帝)이며, 당 현종 때 고친 정식 시호는 대화대성대소효황제(大和大聖大昭孝皇帝)이다.
묘호는 중종(中宗)이며, 능호는 정릉(定陵)이다.

## 가족관계

### 조부모와 부모
- 조부 : 태종(太宗) 문무황제(文武皇帝) 이세민(李世民)
- 조모 : 문덕황후(文德皇后) 장손씨(長孫氏)
- 부친 : 고종(高宗) 천황대제(天皇大帝) 이치(李治)
- 모친 : 측천황후(則天皇后) 무조(武曌)

### 황후
| 봉호           | 시호                | 이름(성씨) | 별칭  | 재위년도            | 생몰년도  | 국구(장인/장모)                                                 | 능묘 | 비고  |
| -------------- | ------------------- | ---------- | ----- | ------------------- | --------- | --------------------------------------------------------------- | ---- | ----- |
| 영왕비(英王妃) | 화사황후 (和思皇后) | 조씨(趙氏) | [ 1 ] | (추존)              | ? ~ 675년 | 조괴(趙瑰) 상락공주(常樂公主) 이씨(李氏)                        |      | [ 2 ] |
| 폐황후(廢皇后) |                     | 위씨(韋氏) | [ 3 ] | 684년 705년 ~ 710년 | ? ~ 710년 | 풍헌혜왕(鄷獻惠王) 위현정(韋玄貞) 풍왕부인(鄷王夫人) 최씨(崔氏) |      | [ 4 ] |

### 후궁
| 봉호(시호)         | 별칭       | 이름(성씨)         | 생몰년도      | 비고  |
| ------------------ | ---------- | ------------------ | ------------- | ----- |
| 귀비(貴妃)         |            | 정씨(鄭氏)         |               |       |
| 혜문소용(惠文昭容) | 소용(昭容) | 상관완아(上官婉兒) | 664년 ~ 710년 | [ 5 ] |

### 황자
| -    | 봉호           | 시호           | 이름           | 생몰년도      | 생모        | 자식 | 별칭   | 비고   |
| ---- | -------------- | -------------- | -------------- | ------------- | ----------- | ---- | ------ | ------ |
| 장남 | 초왕(譙王)     |                | 이중복(李重福) | 680년 ~ 710년 |             |      | [ 6 ]  | [ 7 ]  |
| 차남 | 황태자(皇太子) | 의덕(懿德)     | 이중윤(李重潤) | 683년 ~ 701년 | 폐황후 위씨 |      | [ 8 ]  | [ 9 ]  |
| 3남  | 황태자(皇太子) | 절민(節愍)     | 이중준(李重俊) | 684년 ~ 707년 |             | 1남  | [ 10 ] | [ 11 ] |
| 4남  | 양왕(襄王)     | 상황제(殤皇帝) | 이중무(李重茂) | 698년 ~ 714년 |             |      | [ 12 ] | [ 13 ] |

### 황녀
| -    | 시호(봉호)          | 이름           | 생몰년도      | 생모        | 부마                                  | 별칭   | 비고 |
| ---- | ------------------- | -------------- | ------------- | ----------- | ------------------------------------- | ------ | ---- |
| 장녀 | 신도공주 (新都公主) |                |               |             | 진국공(陳國公) 무연휘(武延暉)         | [ 14 ] |      |
| 차녀 | 의성공주 (宜城公主) |                |               |             | 위군개국공(魏郡開國公) 배손(裴巽)     | [ 15 ] |      |
| 3녀  | 정안공주 (定安公主) |                | ? ~ 733년     |             | 낭야충장공(琅邪忠壯公) 왕동교(王同皎) | [ 16 ] |      |
| 3녀  | 정안공주 (定安公主) | 위탁(韋濯)     | ? ~ 733년     |             |                                       | [ 16 ] |      |
| 3녀  | 정안공주 (定安公主) | 최선(崔銑)     | ? ~ 733년     |             |                                       | [ 16 ] |      |
| 4녀  | 장녕공주 (長寧公主) |                |               | 폐황후 위씨 | 관국공(觀國公) 양신교(楊愼交)         | [ 17 ] |      |
| 4녀  | 장녕공주 (長寧公主) | 소언백(蘇彦伯) |               | 폐황후 위씨 |                                       | [ 17 ] |      |
| 5녀  | 영수공주 (永壽公主) |                |               | 폐황후 위씨 | 팽성군개국공(彭城郡開國公) 위회(韋鐬) | [ 18 ] |      |
| 6녀  | 성안공주 (成安公主) | 이계강(李季姜) |               |             | 위첩(韋捷)                            | [ 19 ] |      |
| 7녀  | 영태공주 (永泰公主) | 이선혜(李仙蕙) | 685년 ~ 701년 | 폐황후 위씨 | 위왕(魏王) 무연기(武延基)             |        |      |
| 8녀  | 안락공주 (安樂郡主) | 이과아(李裹兒) | 685년 ~ 710년 | 폐황후 위씨 | 호국공(호國公) 무숭훈(武崇訓)         | [ 20 ] |      |
| 8녀  | 안락공주 (安樂郡主) | 이과아(李裹兒) | 685년 ~ 710년 | 폐황후 위씨 | 환국공(桓國公) 무연수(武延秀)         | [ 20 ] |      |

## 기년
| 서력 (西曆) | 684년           |            |                     |            |            |            |
| 간지 (干支) | 계미(癸未)      |            |                     |            |            |            |
| 연호 (年號) | 사성(嗣聖) 원년 |            |                     |            |            |            |
| 중종(2차)   | 원년            | 2년        | 3년                 | 4년        | 5년        | 6년        |
| 서력 (西曆) | 705년           | 706년      | 707년               | 708년      | 709년      | 710년      |
| 간지 (干支) | 을사(乙巳)      | 병오(丙午) | 정미(丁未)          | 무신(戊申) | 기유(己酉) | 경술(庚戌) |
| 연호 (年號) | 신룡(神龍) 원년 | 2년        | 3년 경룡(景龍) 원년 | 2년        | 3년        | 4년        |